# ウィクトル3世 (ローマ教皇)
ウィクトル3世（Victor III, 1026年 - 1087年9月16日）は、11世紀のローマ教皇（在位：1086年 - 1087年）。本名はダウフェリウス（Dauferius）、あるいはデジデリウス（Desiderius）。グレゴリウス7世の後継者。やがてウルバヌス2世が彼の短い治世の後を継ぐことになる。

## 生涯
ダウフェリウスはベネヴェント公ランドルフォ5世の子として生まれ、13歳でモンテ・カッシーノ修道院に入った。そこでデジデリウスを名乗り、院長になった。1059年には教皇ニコラウス2世によって枢機卿にあげられている。グレゴリウス7世の側近として仕え、その後継者の一人と目されていた。
1086年5月24日に教皇に選ばれたが、教皇職を引き受ける気がほとんどなかったため、教皇着座式が行われたのは選挙の1年も後になった。彼は当時ローマにいた対立教皇クレメンス3世の圧迫を嫌ってモンテ･カッシーノにひきこもってしまい、トスカーナ公妃マティルデにローマ帰還を説得されている。1087年8月にベネヴェントで教会会議を開き、対立教皇クレメンス3世の破門、俗人による叙任の禁止、アフリカでのサラセン人への軍事行動などを決議した。教皇自身は会議中に病にかかり、9月16日に同地で没した。